# Madeleine-Rita Mittendorf
Madeleine-Rita Mittendorf (* 2. Mai 1950 in Magdeburg) ist eine deutsche Politikerin der SPD und Abgeordnete im Landtag von Sachsen-Anhalt.

## Leben und Beruf
Mittendorf schloss die  polytechnische Oberschule im Jahr 1966 ab. Von 1966 bis 1969 machte sie eine Berufsausbildung mit Abitur zur Industriekauffrau. Anschließend studierte sie bis 1973 in Magdeburg Russisch/Deutsch (Diplom-Lehrerin).
In den Jahren 1973 bis 1976 arbeitete sie als Lehrerin in Magdeburg.
Seit 1976 ist sie wissenschaftliche Mitarbeiterin  der PH Magdeburg/Otto-von-Guericke-Universität Magdeburg. Das Arbeitsverhältnis ruht seit 1994. Im Dezember 2015 wurde sie feierlich von der Otto-von-Guericke-Universität Magdeburg verabschiedet.
Madeleine-Rita Mittendorf ist geschieden und hat ein Kind.

## Partei
Mittendorf trat im Jahr 1992 in die SPD ein. Von 1997 bis 2006 war sie stellvertretende Vorsitzende des SPD-Kreisverband Ohrekreis
Sie ist Mitglied im Vorstand des neuen Bördekreises.

## Abgeordnete
In den Jahren 1992 bis 2004 war Mittendorf Fraktionsvorsitzende im Kreistag des Ohrekreises.
Seit der 2. Wahlperiode (1994) ist sie Mitglied des Landtages. Mittendorf vertritt den Wahlkreis Haldensleben und war bis 2016 Mitglied im Ausschuss für Bildung, Wissenschaft und Kultur.

## Sonstiges
- 1990 bis 2002 stellvertretende Landesvorsitzende der Gewerkschaft Erziehung und Wissenschaft (GEW) Sachsen-Anhalt
- 1991 bis 1993 Beisitzerin im Bundesvorstand GEW